# Église Saint-Jean d'Helsinki
Pour les articles homonymes, voir Église Saint-Jean.
L'église Saint-Jean (finnois: Johanneksenkirkko, suédois: Johanneskyrkan) à Helsinki, Finlande est une église luthérienne dessinée par l'architecte suédois Adolf Melander dans un style néogothique. Il s'agit de la plus grande église de Finlande construite en pierre par le nombre de places assises.

## Historique
Située dans le district d'Helsinki, Ullanlinna, l'église fut édifiée entre 1888 et 1893, elle fut la troisième église luthérienne d'Helsinki mais reste la plus grande à ce jour. Les flèches jumelles culminent à 74 mètres de haut. L'église réputée pour l'excellence de son acoustique peut accueillir 2 600 personnes, aussi est-elle utilisée en dehors des offices pour la tenue d'événements et de grands concerts. Le retable représente la conversion de Saint Paul et le tableau appelé une révélation divine, œuvre d'Eero Järnefelt, beau-frère de Jean Sibelius.
L'église se situe sur une colline qui a été utilisée pendant des siècles pour les feux de la Saint Jean.
Le compositeur Oskar Merikanto fut organiste du lieu.

## Galerie

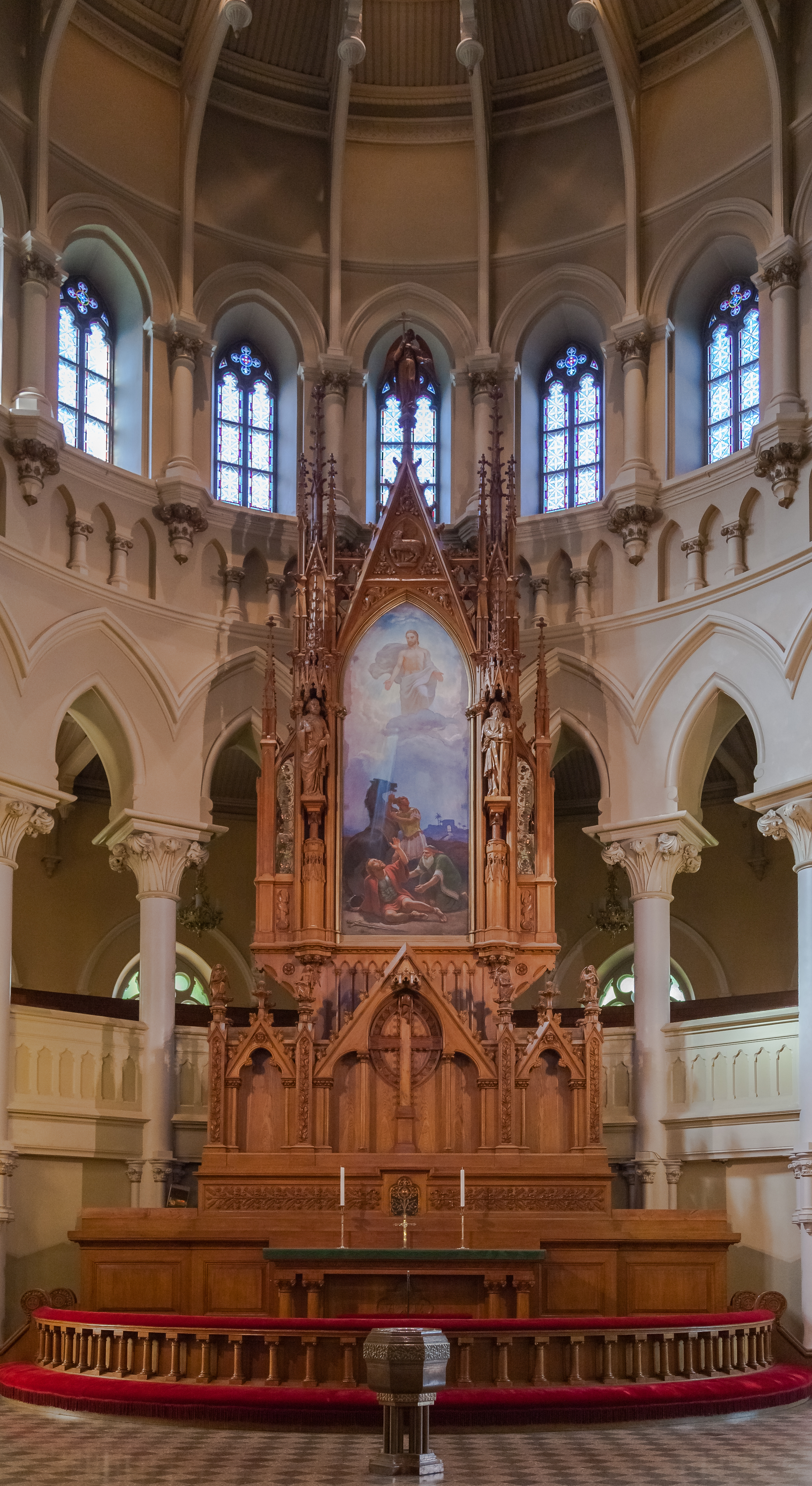
L'autel de l'Église Saint Jean
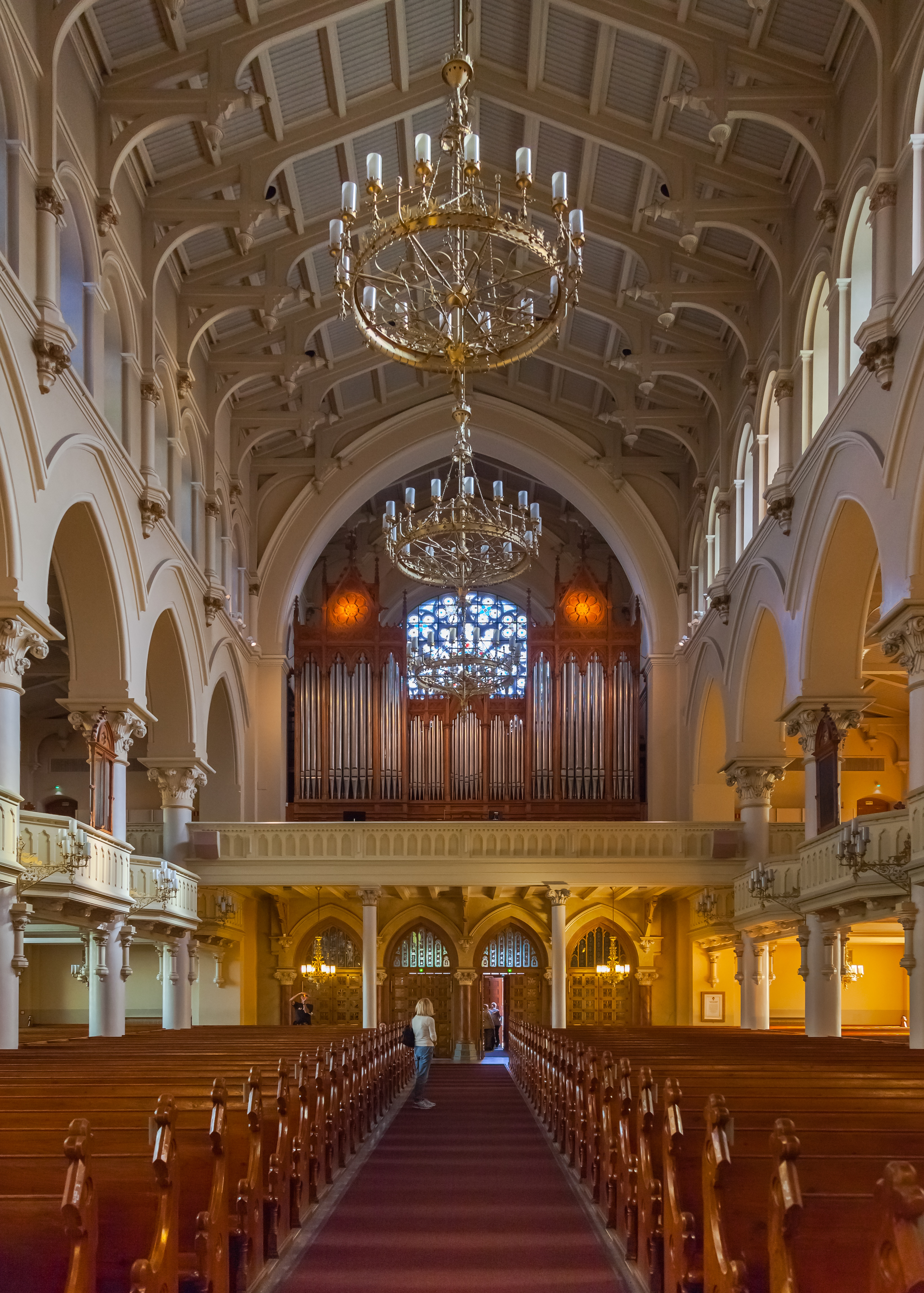
L'orgue de l'Église Saint Jean
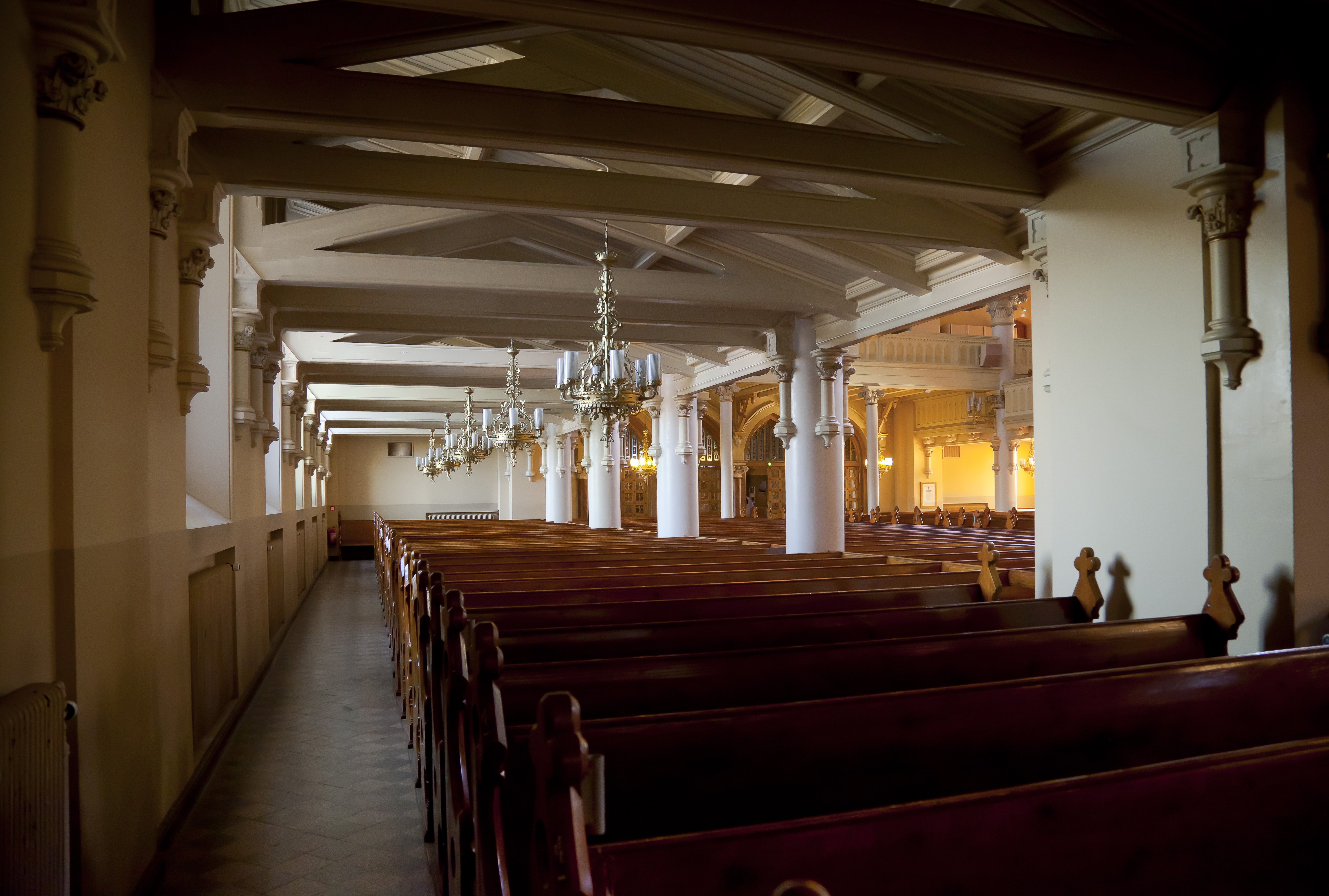
Vue de l'intérieur
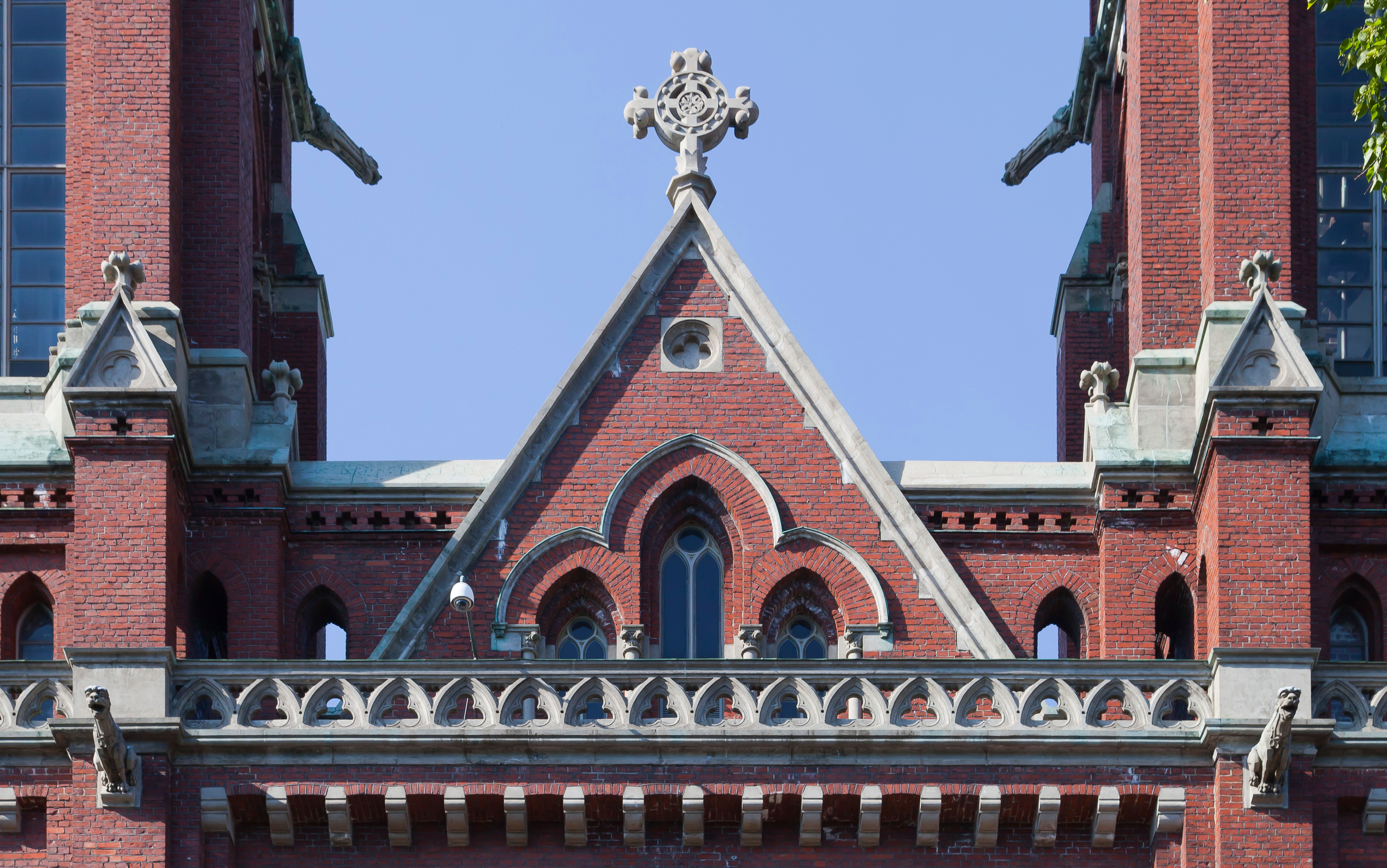
Détail de l'extérieur
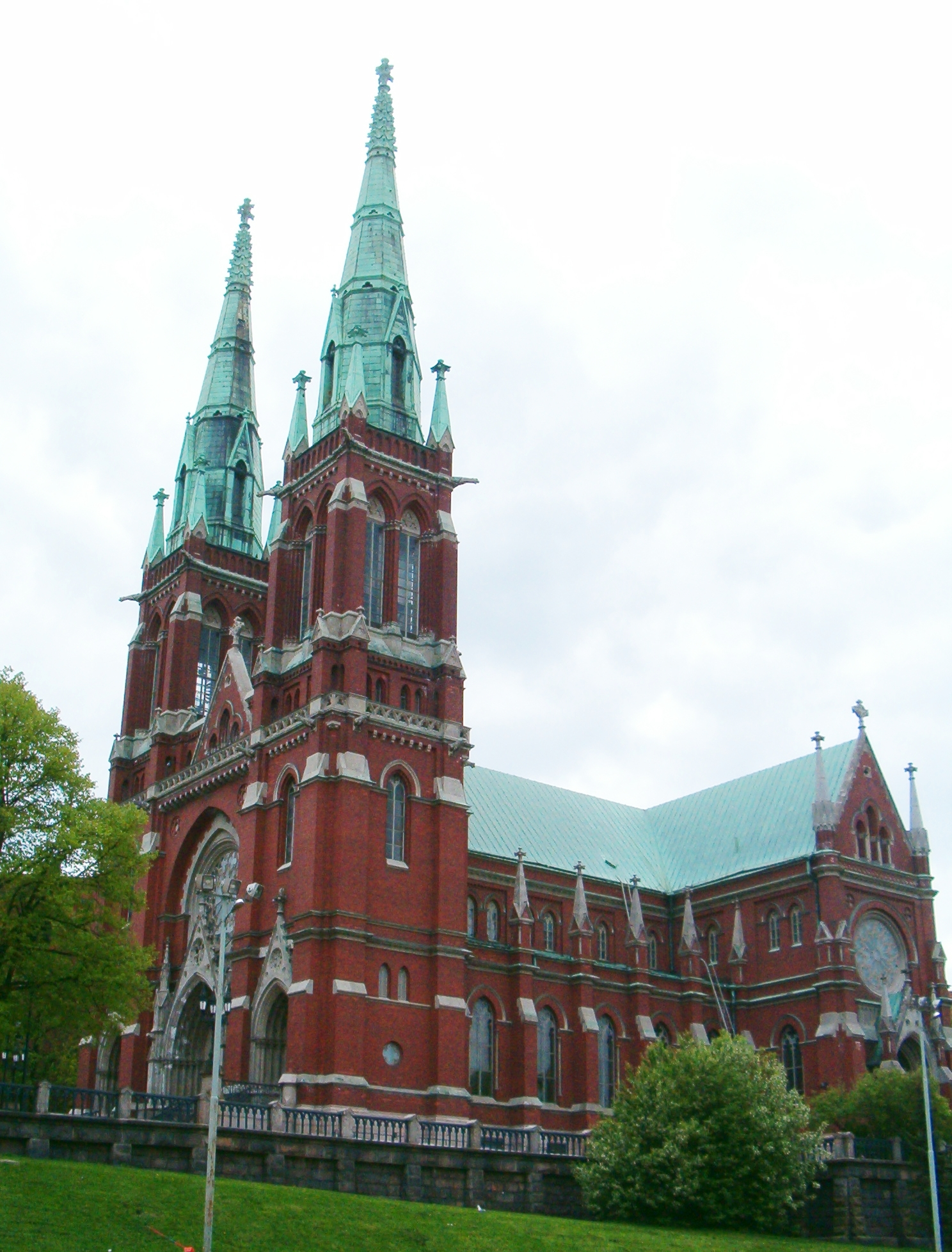
Église Saint Jean